# Димитър Радев (юрист)
Вижте пояснителната страница за други личности с името Димитър Радев.
Димитър Радев Радев е български юрист. Професор по право в Юридическия факултет на УНСС. Бил е ръководител на катедра „Публичноправни науки“ в същия факултет за периода 2013 – 2017 г.. Чете лекции по обща теория на правото и общо учение за държавата.

## Биография
Димитър Радев е роден на 25 септември 1959 г. в София. Син е на известния български философ-професор по история на античната и средновековна философия Ради Радев. Завършил е право в Юридическия факултет на Софийския университет през 1984г. Научната си дейност започва в същия факултет, където защитава докторска дисертация през 1993 г. на тема „Принципът за разделението на властите като гаранция за правото“ и преподава от 1989 г. до 2001 г., хабилитира се като доцент през 2001 г. в Юридическия факултет на УНСС, професор по право е от 2007 г. От юни 2017 г. е доктор на юридическите науки с докторска дисертация на тема „Нормативизъм и институционализъм в правото“. Специализирал е в Австрия, Германия и Гърция. Има тринадесет издадени книги, една от които, „Онтология на правото“, е на гръцки език. Член е на Световната асоциация по философия на правото и на Софийската адвокатска колегия.Бил е член на Централната избирателна комисия- през 2005г. и през 2006г.
Владее английски, немски и гръцки език.